# Кампания (Италия)
Кампа́ния (итал. и неап. Campania) — административная область в Италии.
Не следует путать с Кампаньей (Campagna) — коммуной в провинции Салерно и располагавшимся там концлагерем Кампанья. Существует также Римская Кампанья — район вокруг Рима в области Лацио.

## Физико-географическая характеристика
Кампания, область в Южной Италии, простирается вдоль побережья Тирренского моря от Лацио на северо-западе до Базиликаты на юго-востоке. На севере область граничит с Молизе, на востоке с Апулией. Столица — город Неаполь. По территории (13 590 км²) Кампания стоит на 12-м месте среди 20 областей Италии.
В состав области входят также острова Неаполитанского залива: Искья, Прочида и Капри.
На территории Кампании находится действующий вулкан Везувий, а также потенциально опасные Флегрейские поля.
Население области — 5 миллионов 769 тысяч 750 человек (01.01.2013), плотность населения — 424,56 чел./км².

## История
В античный период Кампания была частью Великой Греции. В 217 году до. н. э. во время Второй Пунической войны Кампания подверглась жесточайшему опустошению армией Ганнибала, пытавшегося своими действиями вызвать Фабия на бой. После битвы при Каннах в 216 год до н. э. область была занята Ганнибалом. Затем перешла под власть Рима. После падения Римской империи в 476 году территория находилась под властью остготов, византийцев и лангобардов. С XI века территория Кампании входила в Сицилийское королевство. После антифранцузского восстания (Сицилийской вечерни 1282 г.) материковая часть бывшего Сицилийского королевства стала называться Неаполитанским королевством. В 1816 году две части бывшего Сицилийского королевства были снова объединены под именем королевства Обеих Сицилий. В 1861 году Кампания в составе королевства вошла в состав объединённой Италии.

## Административное деление
Область Кампания включает 4 провинции и 1 метрополитенский город:
| № | Провинции и метрополитенский город | Число коммун | Население, чел. (2009) | Площадь, км² | Плотность, чел./км² | % население |
| - | ---------------------------------- | ------------ | ---------------------- | ------------ | ------------------- | ----------- |
| 1 | Неаполь                            | 92           | 3 078 604              | 1171         | 2629                | 52,846      |
| 2 | Салерно                            | 158          | 1 106 681              | 4918         | 225                 | 18,997      |
| 3 | Казерта                            | 104          | 907 943                | 2639         | 344                 | 15,585      |
| 4 | Авеллино                           | 118          | 439 194                | 2792         | 157                 | 7,039       |
| 5 | Беневенто                          | 78           | 308 373                | 2071         | 149                 | 5,533       |

## Экономика
Кампания занимает 7-е место в Италии по уровню ВВП. Основной отраслью экономики является сельское хозяйство, выращивание овощей и фруктов (в основном кукурузы, оливок, винограда и табака), виноделие. Также развито скотоводство, рыболовство, деревообрабатывающая промышленность. Вокруг Неаполя расположен индустриальный пояс: заводы по очистке нефти, изготовлению стекла, керамики, химической и текстильной продукции.
В Кампании также развит туризм.

ВВП Кампании составляет 6,4 % от всего ВВП Италии, это 94 350 млн евро. ВВП на душу населения — 16 294 евро.
В Кампании появились и автомобильные заводы ФИАТа — в Поджореале, близ Неаполя.
В портовых городах Кампании развито судостроение — в Неаполе, Кастелламмаре-ди-Стабия.

## В астрономии
В честь Кампании назван астероид (377) Кампания, открытый в 1893 году, а также астероид (63) Аузониа (древнее поэтическое название области), открытый в 1861 году.

## Галерея
- Вид острова Искья с Прочиды
- Авеллино
- Беневенто
- Казерта
- Неаполь
- Салерно
- Храм Геры («Базилика») в Пестуме
- Храм Афины в Пестуме
- Везувий
- Помпеи